# Sertindole
Le sertindole est un médicament antipsychotique de seconde génération. Il a été mis au point par le laboratoire pharmaceutique danois H. Lundbeck  A/S et commercialisé sous licence par les Laboratoires Abbott sous les noms de Serdolect et Serlect. Comme d'autres antipsychotiques atypiques, il a une activité antagoniste des récepteurs dopaminergiques D2 et sérotoninergiques 5-HT2. Il est utilisé dans le traitement de la schizophrénie. Chimiquement, il est classé comme un dérivé de phénylindole.
Il a obtenu l'autorisation de mise sur le marché (AMM) en 2003 mais n'est pas commercialisé en France (février 2007). Il n'est plus disponible dans certains pays où il a été commercialisé. Il n'est pas approuvé pour son utilisation aux États-Unis.

## Indication
Le sertindole est indiqué dans le traitement de la schizophrénie.

## Contre-indications
- Le sertindole est contre-indiqué chez les patients ayant une hypokaliémie ou une hypomagnésémie connues non corrigées.
- Le sertindole est contre-indiqué chez les patients ayant des antécédents de pathologies cardio-vasculaires avérées, d’insuffisance cardiaque congestive, d’hypertrophie cardiaque, d’arythmie ou de bradycardie (< 50 battements/min).
- Le sertindole est contre-indiqué chez les patients présentant un syndrome du QT long congénital ou des antécédents familiaux de QT long congénital et chez les patients ayant un intervalle QT long acquis (QTc > 450 ms chez l’homme et QTc > 470 ms chez la femme).
- Le sertindole est également contre-indiqué chez les patients traités par des médicaments connus pour entraîner un allongement significatif du QT. Les classes de médicaments concernées sont :
  - les antiarythmiques de classes Ia et III (ex. : quinidine, amiodarone, sotalol, dofétilide),
  - certains antipsychotiques (ex. : thioridazine),
  - certains macrolides (ex. : érythromycine),
  - certains antihistaminiques (ex. : terfénadine, astémizole),
  - certains antibiotiques de la classe des quinolones (ex. : gatifloxacine, moxifloxacine).

Cette liste n’est pas exhaustive. D’autres médicaments connus pour entraîner un allongement significatif de l’intervalle QT sont également contre-indiqués comme le cisapride ou le lithium.
- L’association du sertindole avec des médicaments inhibant les isoenzymes 3A du cytochrome P450 est contre-indiquée. Les classes de médicaments concernées sont :
  - les antifongiques systémiques de type azolé (ex. : kétoconazole, itraconazole),
  - certains macrolides (ex: érythromycine, clarithromycine),
  - les inhibiteurs de la protéase du virus de l’immunodéficience humaine (VIH) (exemple : indinavir),
  - certains inhibiteurs calciques (ex. : diltiazem, vérapamil).

Cette liste n’est pas exhaustive. D’autres médicaments connus pour inhiber les isoenzymes CYP3A, tels que par exemple la cimétidine, sont également contre-indiqués.
- Le sertindole est contre-indiqué en cas d’insuffisance hépatique sévère.

## Effets indésirables
Les effets indésirables sont classés ci-dessous par système et par fréquence :
- très fréquents (>10 %) ;
- fréquents (1 - 10 %) ;
- peu fréquents (0,1 – 1 %) ;
- rares (0,01 – 0,1 %) ;
- très rares (< 0,01 %).

### Troubles du métabolisme et de la nutrition
- Peu fréquents : hyperglycémie

### Troubles du système nerveux
- Fréquents : vertiges, paresthésies
- Peu fréquents : syncope, convulsions, troubles moteurs (en particulier dyskinésie tardive)

### Troubles du système cardio-vasculaire
- Fréquents : œdèmes périphériques, hypotension orthostatique
- Peu fréquents : torsades de pointes

### Troubles du système respiratoire
- Très fréquents : rhinite/congestion nasale
- Fréquents : dyspnée

### Troubles gastro-intestinaux
- Fréquents : bouche sèche

### Troubles du système génital
Fréquents : troubles de l’éjaculation (diminution du volume de l’éjaculat)

### Autres
Fréquents : prise de poids, allongement du QT, hématurie, leucocyturie.

## Synthèse

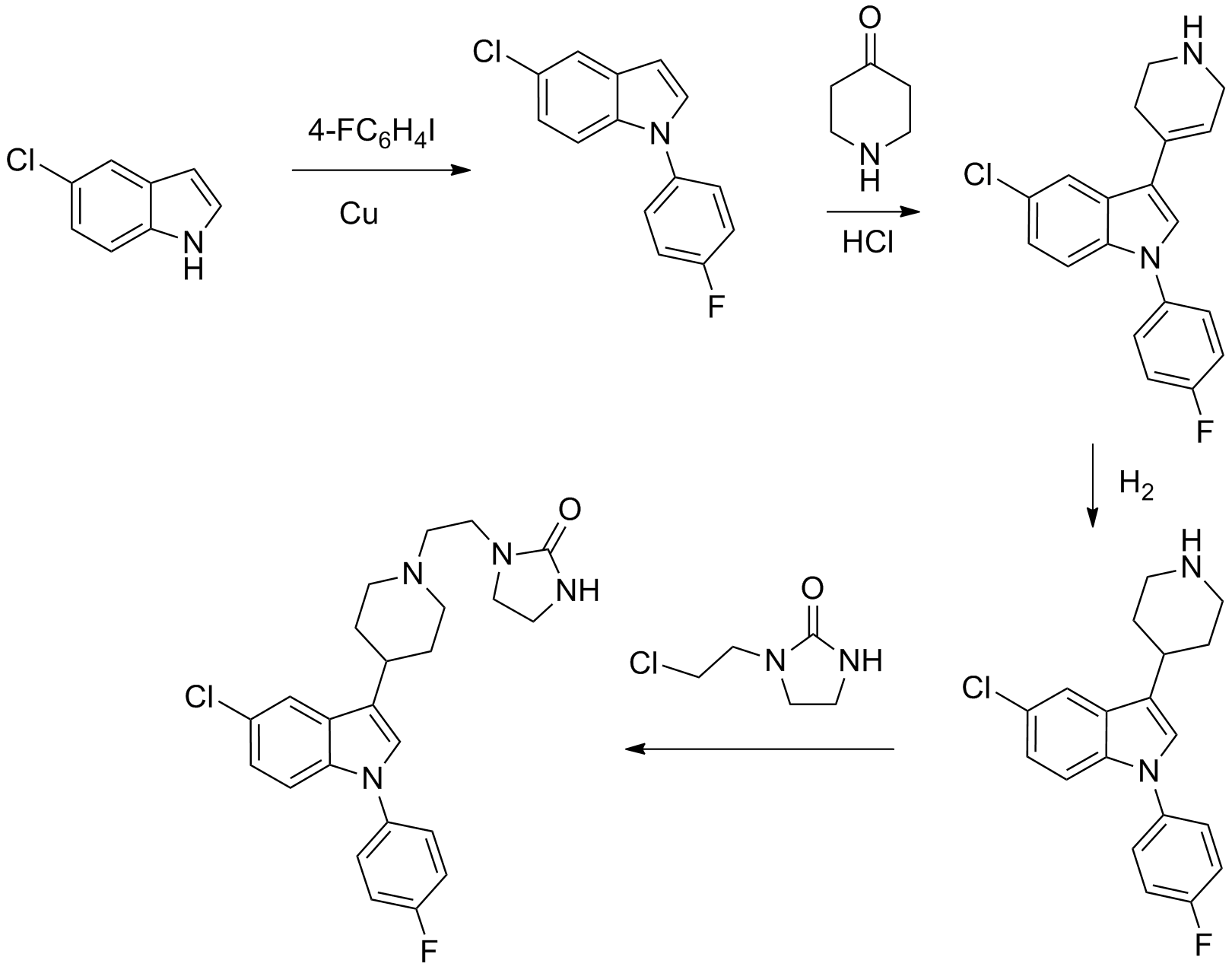
Synthèse du sertindole.

La synthèse du sertindole démarre avec le 5-chloro-1H-indole qui par réaction avec le réactif alkylant 1-fluoro-4-iodobenzène en présence de cuivre donne le 5-chloro-1-(4-fluorophényl)-1H-indole. Celui-ci réagit avec la pipéridin-4-one et HCl pour former le 5-chloro-1-(4-fluorophényl)-3-(1,2,3,6-tétrahydropyridin-4-yl)-1H-indole. L'hydrogénation avec H2 du fragment 1,2,3,6-tétrahydropyridin-4-yl le transforme en pipéridin-4-yl sans contrôle sur la stéréochimie de l'atome de carbone 4. Enfin, une seconde alkylation avec la 1-(2-chloroéthyl)imidazolidin-2-one fournit le sertindole.